# Campagna
Campagna – miejscowość i gmina we Włoszech, w regionie Kampania, w prowincji Salerno.
Według danych na rok 2004 gminę zamieszkiwało 15 518 osób, 114,9 os./km².